# Бойовий досвід
Бойови́й до́свід — стійкі практичні знання і навички, набуті командними кадрами, штабами і військами (силами) у ході бойових дій. Накопичується і закріплюється у бойовій обстановці. Є одною з найважливіших якостей, яка сприятиме успішному веденню бою і операції, вмінню знаходити вірні рішення і виконувати складні бойові завдання.
Відображається у статутах, настановах, інструкціях, директивах і наказах, воєнно-історичних і теоретичних працях, інформаційних бюлетенях і повідомленнях, при підготовці і веденні подальших військових дій.
У рамках бойового досвіду особливе значення має «обстріляність військ», їхня безпосередня участь у проведенні низки боїв і операцій. Зі зміною умов війни колишній бойовий досвід може втрачати своє значення або навіть перетворюватися на негативний чинник. Проте деякі його елементи зберігають свою роль і повинні використовуватися у переробленому вигляді у подальших війнах. Це становище поширюється і на сучасні умови, не зважаючи на корінні зміни, що відбуваються у військовій справі. Тому глибокий критичний аналіз бойового досвіду минулого і впровадження його позитивних елементів необхідно розглядати як одне з головних завдань підготовки особового складу Збройних сил.